# SKA FREAKS
SKA FREAKS（スカフリークス）は、日本のスカパンクバンド。2003年に滋賀県で結成。

## メンバー
Syusaku（1983年11月20日）
ボーカル担当
愛煙家。赤マルボロを好む。
Naoto（1989年10月5日）
ギター担当
2006年8月加入。
使用ギターはESP Stream、ESP MX220。
使用アンプはEVH 5150Ⅲ、Bogner 212CB。
TAK（1984年8月7日）
テナーサックス担当
柔道整復師、鍼灸師の資格を持つ。彦根市内で鍼灸整骨院経営。
ガンバ大阪サポーター。
Katch（1981年）
アルトサックス担当
2024年10月19日加入。
元SKA SCOOTERS。
元STEP BY STEP。
元FULLMONTYでいずれもテナーサックスを担当。
Takao（1985年）
ベース/コーラス担当
2024年10月19日加入。元THE SKIPPERS。
使用ベースはMUSIC MAN StingRay。
Yuma（1999年）
ドラムス担当。
2024年10月19日加入。
他にSherLockのサポートも務める。
アヒルが好き。

## 元メンバー
Ryo
ドラムス担当
脱退後SCOTLAND GIRLへ移籍
現在は近江八幡市にていちご園BonGardenを経営
So
ドラムス担当
2016年12月30日脱退
京都TRUST（ライブハウス）経営
JIRO
ドラムス担当
2020年8月15日脱退
Hiroki
トロンボーン担当
2022年6月26日脱退
Atsushi
ベース/コーラス担当
2022年12月30日脱退
薬剤師

## 来歴
2003年に結成。幾度のメンバーチェンジを経て2024年10月19日より現体制となる。
2014年には京都大作戦に出演。
2015-2016シーズンには滋賀県守山市のスキー・スノーボード用品店モリヤマスポーツ（モリスポ）CM曲に起用される。使用曲は「From This Room」「Today」の2曲。

2016年より滋賀県米原市にて北近江 FREAKY JAMMiN’を主催。
2025年には11年ぶりに京都大作戦に出演。

## 主なライブ

### 主催イベント
- 2016年10月23日 - 北近江 FREAKY JAMMiN' 2016
- 2017年10月21日 - 北近江 FREAKY JAMMiN' 2017
- 2018年09月29日 - 北近江 FREAKY JAMMiN' 2018
- 2020年04月25日 - 北近江 FREAKY JAMMiN' 2020 - 中止 -
- 2022年04月16日 - 北近江 FREAKY JAMMiN' 2022 Day.1
- 2022年04月17日 - 北近江 FREAKY JAMMiN' 2022 Day.2
- 2025年03月23日 - 北近江 FREAKY JAMMiN' 2025 in Osaka

### 出演イベント
- 2011年08月27日 - Save the Birthday 2011
- 2012年09月01日 - EAT THE ROCK 2012
- 2013年08月24日 - EAT THE ROCK 2013
- 2014年07月05日 - 京都大作戦 2014
- 2014年08月10日 - EAT THE ROCK 2014（台風により中止。当日代替イベント主催）
- 2014年08月31日 - Save the Birthday 2014
- 2015年03月14日 - TENJIN ONTAQ 2015
- 2015年06月28日 - FREEDOM NAGOYA 2015
- 2015年08月09日 - EAT THE ROCK 2015
- 2015年08月15日 - AMEMURA RING CURCUIT 2015
- 2015年08月30日 - Save the Birthday 2015
- 2016年02月07日 - でらロックフェスティバル 2016
- 2016年02月14日 - FEELFLIP & SKALL HEADZ presents 『KICK ASS HERO』
- 2016年05月03日 - GOLD RUSH 2016
- 2016年06月26日 - BUS TRIP 2016
- 2016年07月31日 - SOUND GARDEN KOUROGI 2016
- 2016年08月06日 - EAT THE ROCK 2016
- 2016年08月28日 - Save the Birthday 2016
- 2016年10月15日 - KITAZAWA TYHOON 2016
- 2016年11月12日 - GOLD MUSIC PARK 2016
- 2017年04月09日 - SKA FOR KUMAMOTO 2017
- 2017年06月04日 - 百万石音楽祭 2017～ミリオンロックフェスティバル～
- 2017年08月27日 - Save the Birthday 2017
- 2017年09月23日 - EAT THE ROCK 2017
- 2018年05月20日 - SUPER ROCK CITY ONOMICHI 2018
- 2018年08月11日 - EAT THE ROCK 2018
- 2018年08月12日 - SIVELWARS 2018
- 2018年08月26日 - Save the Birthday 2018
- 2018年09月01日 - LOCAL SOUND CALLING 2018
- 2018年09月15日 - TOKYO CALLING 2018

## エピソードなど
- 2014年のEAT THE ROCKは台風のため中止となったが、当日急遽滋賀県長浜市の風の街ホールにて、当日出演予定であったバンド等を集めて代替イベントを開催した。